# 赤死病の仮面
『赤死病の仮面』（せきしびょうのかめん、"The Masque of the Red Death"）は、1842年に発表されたエドガー・アラン・ポーの短編小説。タイトルは「赤い死の仮面」と訳される場合もある。
国内に「赤死病」が蔓延する中、病を逃れて臣下とともに城砦に閉じこもり饗宴に耽る王に、不意に現れた謎めいた仮面の人物によって死がもたらされるまでを描いたゴシック風の恐怖小説である。『グレアムズ・マガジン』5月号に初出。「赤死病の仮面」は、城の中の様子などをはじめ、伝統的なゴシック小説の約束事が踏襲されている。

## あらすじ
ある国で「赤死病」という疫病が広まり、長い間人々を苦しめていた。ひとたびその病にかかると、眩暈が起こり、体中が痛み始め、発症から三十分も経たないうちに体中から血が溢れ出して死に至る。しかし国王プロスペローは、臣下の大半がこの病にかかって死ぬと、残った臣下や友人を引き連れて城砦の奥に立てこもり、疫病が入り込まないよう厳重に通路を封じてしまった。城外で病が猛威を振るうのをよそに、王は友人たちとともに饗宴にふけり、やがて5、6ヶ月もたつとそこで仮面舞踏会を開くことを思い立った。舞踏会の会場となる部屋は奇妙なつくりをしており、7つの部屋が続きの間として不規則につながり、またそれぞれの部屋はあるものは青、あるものは緑という風に壁一面が一色に塗られ、窓にはめ込まれたステンドグラスも同じ色をしていた。ただ最も奥にある黒い部屋だけは例外で、ここだけは壁の色と違いステンドグラスは赤く、その不気味な部屋にまで足を踏み入れようとするものはいなかった。
舞踏会は深夜まで続き、黒い部屋に据えられた黒檀の時計が12時を知らせると、人々はある奇妙な仮装をした人物が舞踏会に紛れ込んでいることに気がついた。その人物は全身に死装束をまとい、仮面は死後硬直を模した不気味なものであり、しかもあろうことか赤死病の症状を模して、仮面にも衣装にも赤い斑点がいくつも付けられていた。この仮装に怒り狂った王はこの謎の人物を追いたて、黒い部屋まで追い詰めると短剣を衝き立てようとするが、振り返ったその人物と対峙した途端、絨毯に倒れこみ死んでしまう。そして参会者たちが勇気を振起し、その人物の仮装を剥ぎ取ってみると、その下には何ら実体が存在していなかった。この瞬間、赤死病が場内に入り込んでいることが判明し、参会者たちは一人、また一人と赤死病にかかって倒れていった。

## 解題

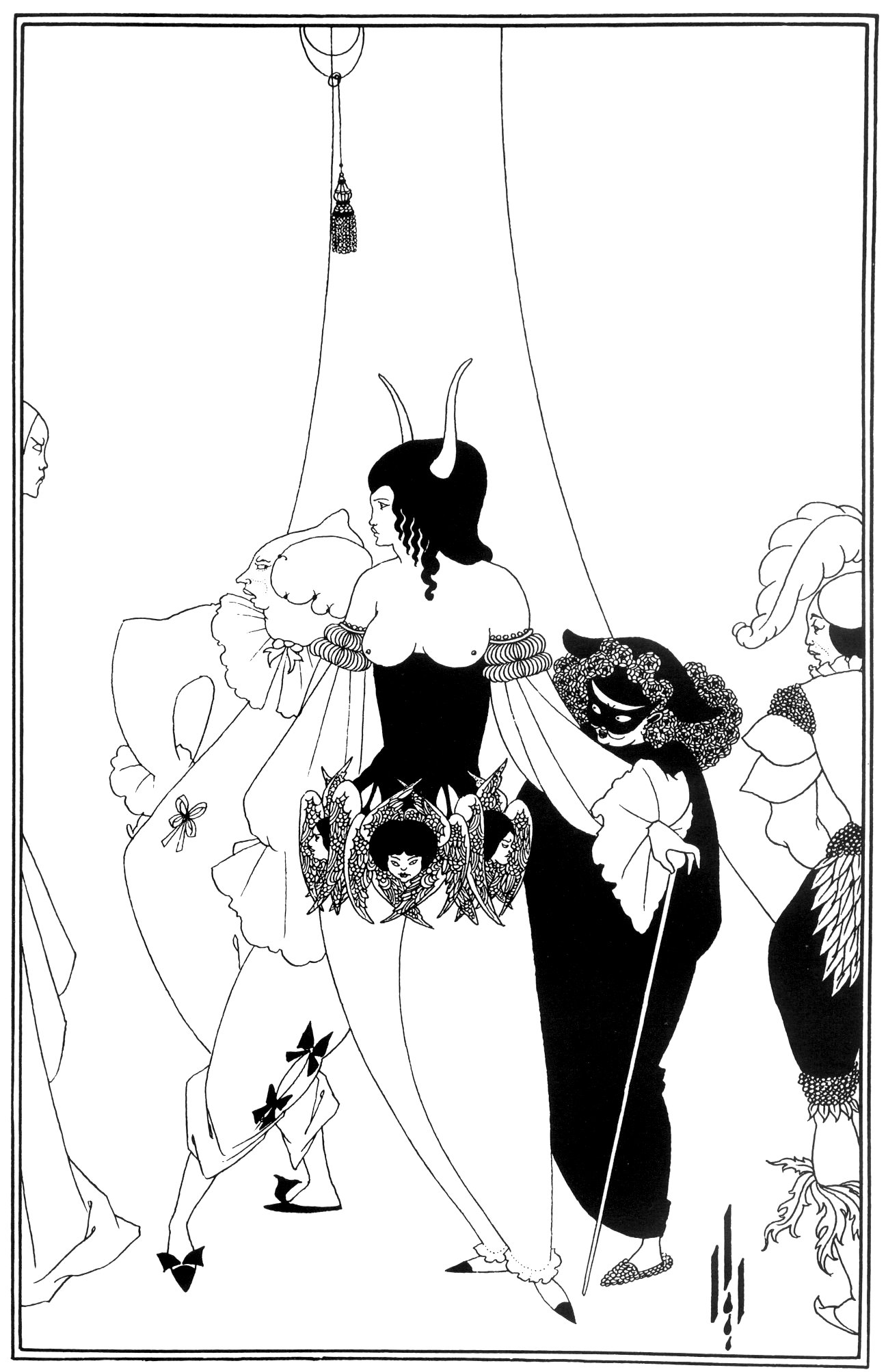
オーブリー・ビアズリーによる挿絵、1894年–1895年

架空の病である「赤死病」（The Red Death）は、その名前からして黒死病（The Black Death）を連想させるが、基本的には1832年のコレラ流行の際にフランスで開かれた舞踏会から着想を得ていると言われている（1831年にはポーの故郷のボルティモアでもコレラの流行があった）。加えて、ポーの義母フランセス・アラン、実兄のウィリアム・ヘンリー・レオナルド・ポー、そして妻ヴァージニアの命を奪った結核もこの病の様子に影響を与えていると考えられる。
「赤死病の仮面」は1842年に『グレアムズ・レディース・アンド・ジェントルマンズマガジン』5月号に掲載された。初出時のタイトルは「The Mask of the Red Death」であり、「ある幻想」という副題が付けられていた。その後1845年の『ブロードウェイ・ジャーナル』7月号に改訂版が掲載されており、このときにタイトルの「Mask」が「Masque」に変更され、「仮面舞踏会」が強調される形となった。作品の下敷きの一つは、主人公と同名の魔術師プロスペローが登場するシェイクスピアの仮面劇『テンペスト』であり、この作品には「赤い疫病」への言及もある。おそらく物語は、アレクサンドル・プーシキンが1830年に書いた短編戯曲群『小悲劇』の中の1作品「ペスト蔓延下の宴」に影響を受けたとみられる。
一般的な解釈では、例えば7つの部屋はそれぞれ人の心が持つ様々な性質、あるいは「死」を表象する七つ目の部屋を受け入れるまでの段階を表しており、時計と血は死が不可避であることを示し、作品全体としては死から逃れようとする試みの空しさを表している、というように考えられる。ただし、ポー自身が文学における教訓主義を嫌っていたことに従い、これを寓意的に解釈すべきでないという意見もある。

## 翻案・オマージュ
- ベルギーの画家ジャン・デルヴィルに「赤死病の仮面」（1890年頃制作）という作品がある。
- 1919年、フランスの作曲家アンドレ・カプレはこの作品に基づくハープと弦楽四重奏のための「幻想的な物語 "Conte Fantatastique" 」を作曲している。
- 1964年にロジャー・コーマン監督、ヴィンセント・プライス主演の映画『赤死病の仮面』が製作された。クライマックスの血の舞踏会シーンをバレエで表現するなど秀逸な演出が見られ、コーマン監督による一連のポー・シリーズの最高傑作と評価されている。この映画は「赤死病の仮面」と、ポーの他の短編作品「飛び蛙」を組み合わせたものである[10]。また、クライマックスでヴィンセント・プライス演じるプロスペロ公が死神の仮面を外すと、仮面の下からプロスペロ公と瓜二つの顔が血で真っ赤に染まった状態で現れるという脚色が行われており、これは「ウィリアム・ウィルソン」を意識した発想とみられる。
- 1989年には『新・赤死病の仮面』としてコーマン製作でリメイクされた。エイドリアン・ポールがプロスペロ公を演じ、農民を虐殺する暴君として脚色されている。監督・脚本：ラリー・ブランド。時代背景やストーリーはおおむね原作に忠実な映画化だが、コーマン監督による前作のような幻想的なムードは後退し、スプラッター映画的な流血シーンや、ポルノ的なヌード・シーンを前面に出している[10]。クライマックスの血の舞踏会シーンもコーマン版のようなバレエではなく、特殊メイクで血まみれになるスプラッター・シーンとなっている。また、コーマン監督によるオリジナルではプロスペロ公が死神の仮面を外すとプロスペロ公自身の顔が現れる脚色だったが、リメイク版の本作では仮面の下からプロスペロ公の恩師マキャヴェッリ（パトリック・マクニー）が現れる。プロスペロ公の暴虐の原因としてニッコロ・マキャヴェッリの思想的影響（マキャヴェリズム）を示唆する脚色となっている。
- 1965年、SF作家のフレッド・セイバーヘーゲンは本作を下敷きにバーサーカーシリーズの短編、『赤方偏移の仮面』(原題:Masque of the Red Shift)を書いた。
- 1968年のフランス・イタリア合作によるオムニバス映画『世にも怪奇な物語』では、ポーの他の作品「アモンティリャードの酒樽」の要素を加えたうえでオーソン・ウェルズによって翻案され、ウェルズ自身がプロスペロ公役で出演する予定であったが、この作品は実現しなかった。
- 1979年、イタリア放送協会製作のTVシリーズ« Racconti fantastici »（別名« I racconti fantastici di Edgar Allan Poe »）の第4話において原作に採用された。監督・脚本：ダニエレ・ダンツァ。出演：ニーノ・カステルヌオーヴォ、フィリップ・ルロワ、ジャネット・アグレン他。このTVシリーズはポーの複数の短編を組み合わせてストーリーをリンクさせた連続ドラマとなっており、第4話は「アッシャー家の崩壊」の設定、キャラクターに「赤死病の仮面」のストーリーを組み合わせ、第3話「ウィリアム・ウィルソン」の内容ともリンクさせている。
- メタルバンドストームウィッチの1985年のアルバム『テイルズ・オブ・テラー』にも同じくこの作品をもとにした歌「赤死病の仮面」がある。
- ヘヴィ・メタルバンドクリムゾン・グローリーの1988年のアルバム『トランセンデンス』には、この作品をもとにした歌「赤死病の仮面」が収録されている。
- メタルコアバンドスライスのアルバム『ザ・イリュージョン・オブ・セイフティ』にもこの作品に基づく作品がある。
- 1989年の映画『赤死病の仮面』の原作としてクレジットされている。監督：アラン・バーキンショー、出演：フランク・スタローン、ブレンダ・ヴァッカロ、ハーバート・ロム。仮面舞踏会で連続殺人が起こるスプラッター映画的な内容であり、ポーの原作とはほとんど関係がない。それよりもオーギュスト・ヴィリエ・ド・リラダンの短編小説『ポートランド公爵』からヒントを得たストーリーと見られる。
- チャック・パラニュークの小説「Haunted」は、元々純粋な短編集として執筆されていたものを、出版社から軸となる物語を要求され[要出典]、この作品に基づいた設定を付加したものである。
- 黒澤明は、この作品をベースに、1977年ソ連で撮影するための映画シナリオ『黒き死の仮面』を井手雅人とともに執筆している。舞台は中世ロシアで、黒死病（ペスト）に変えられている。しかし撮影はされなかった。映画シナリオ『黒き死の仮面』は岩波書店から出版されている『全集　黒澤明』の第七巻に収録されており、読むことが出来る。
- 2001年、芦辺拓は本作をモチーフとした短編ミステリ『赤死病の館の殺人』を書いた。
- 江戸川乱歩は「黄金仮面」の後半部分にこの作品をもとにしたエピソードを取り入れている。
- 映画「赤い闇 スターリンの冷たい大地で」のデュランティ邸でのパーティーシーンで、主人公が別の記者からこの作品を「禁書になる前に読め」と言われる。
- 2022年、イギリスの書評ブロガー兼小説家ジム・ノイ（Jim Noy）は本作をモチーフとした長編ミステリ"The Red Death Murders"を発表した。中世の城を舞台にした密室殺人を描く本格ミステリであり、ポーの「赤死病の仮面」の他にジョン・ディクスン・カーの小説や綾辻行人の『十角館の殺人』からの影響も指摘されている。